# Heinrich Richter-Berlin
Heinrich Richter-Berlin, eigentlich Hugo Heinrich Konrad Richter, (* 23. April 1884 in Berlin; † 26. Januar 1981 ebenda) war ein deutscher Maler des Expressionismus und Mitbegründer der Neuen Secession in Berlin. Richter arbeitete von 1916 bis 1945 auch intensiv als Filmarchitekt.

## Leben

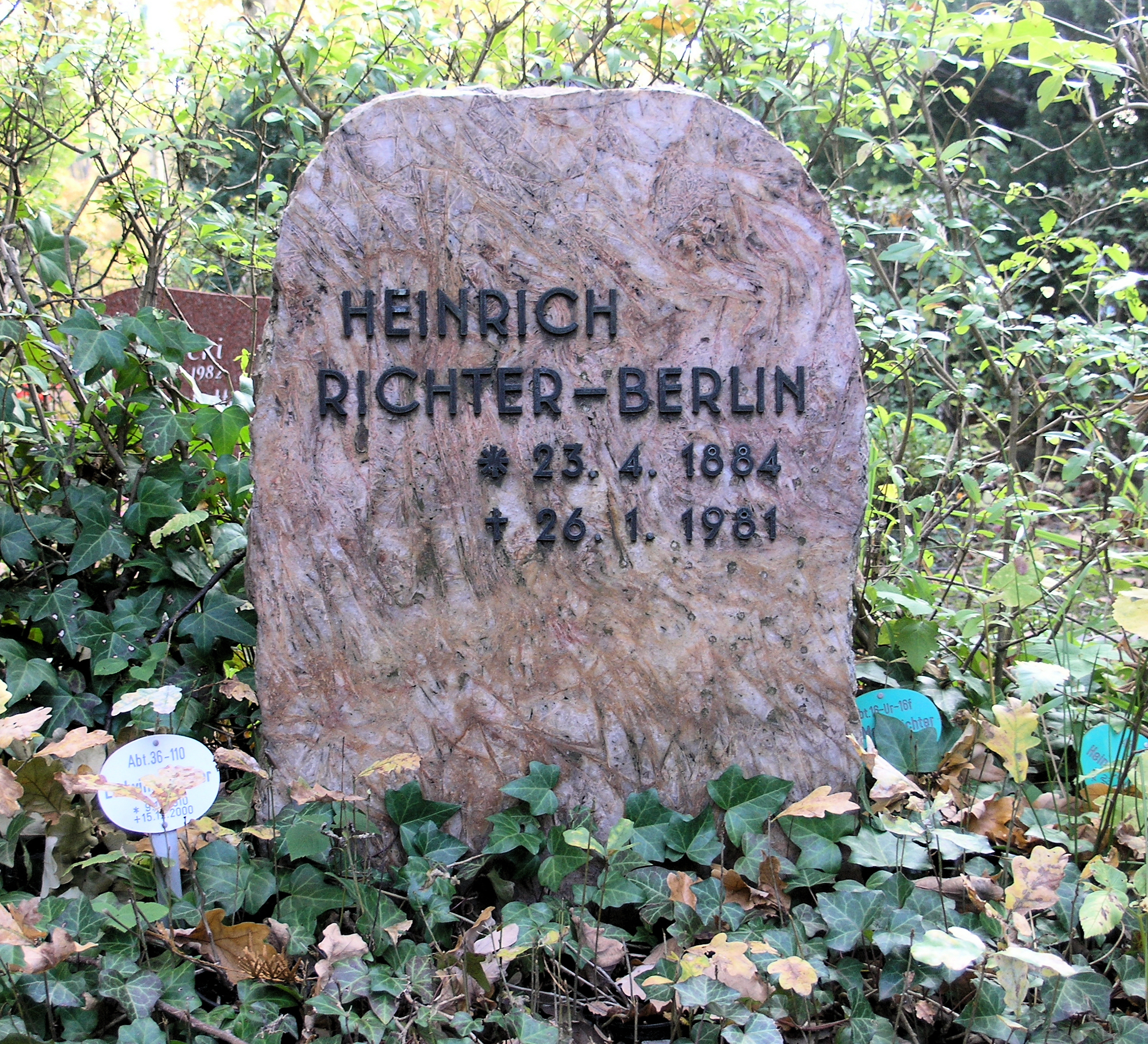
Richter-Berlins Ehrengrab

Heinrich Richter studierte in den Jahren 1902/1903 an der Hochschule der Künste Berlin. Er wurde vom weiteren Studium ausgeschlossen, da er ohne Erlaubnis in der Berliner Secession ausgestellt hatte.
Um 1907/1908 studierte er in der Kunstschule Lothar von Kunowski in Berlin.
Nachdem Kunowski im Jahr 1909 Berlin verließ, um an der Kunstgewerbeschule Düsseldorf zu lehren, gründete Richter eine Malschule an gleicher Adresse und vermittelte dort das System L. v. Kunowski.
1910 war Heinrich Richter Mitbegründer der von der Berliner Secession abgespaltenen Künstlergruppe Neue Secession, die bis 1914 bestand. 1918 wurde er neben den Malern Max Pechstein, Georg Tappert, César Klein, Moriz Melzer, die wie er Mitglieder der Neuen Secession gewesen waren, Mitbegründer der Novembergruppe. Für die expressionistische Zeitschrift Der Sturm entwarf er zahlreiche Holzschnitte und beteiligte sich an Franz Pfemferts Die Aktion. 1919 war er Mitbegründer des Arbeitsrats für Kunst, erster Vorsitzender war Walter Gropius.
Richter entwarf von 1916 bis 1945 intensiv Bauten für Filmproduktionen; zum Teil betreute er bis zu 26 Filme pro Jahr. Für Friedrich Wilhelm Murnau stattete er die Filme Der Gang in die Nacht sowie Der Januskopf, beide aus dem Jahr 1920, aus. Ferner arbeitete er unter anderem mit den Filmregisseuren Hermann Kosterlitz, Alexander Korda, Erich Engel, Fedor Ozep, Kurt Bernhardt, Richard Oswald und Michael Kertesz zusammen. Für die Schauspielerin Rosa Valetti entwarf er Bühnenbilder. In den Jahren 1933 bis 1939 designte er vor allem die Kulissen für Kurzfilme, darunter das Gros der Arbeiten Piel Jutzis und Jürgen von Altens.
1937 wurden in der Nazi-Aktion „Entartete Kunst“ aus der Sammlung des Jenaer Kunstvereins Richter-Berlins Ölgemälde „Boote am Strand“ (1911) und „Haus und Baum“ beschlagnahmt und anschließend zerstört.
Nach Kriegsende schuf er ab 1945 Theaterdekorationen für das Theater am Nollendorfplatz, schrieb Theaterstücke für Kinder, führte Regie und verfasste Texte für Zeitschriften. Er war bis ins hohe Alter als Maler tätig.
Heinrich Richter-Berlin liegt auf dem Städtischen Friedhof Stubenrauchstraße in Berlin-Friedenau. Seine Grabstätte wurde von 1987 bis 2009 als Ehrengrab des Landes Berlin geführt (siehe Liste der Ehrengräber in Berlin/Ehemalige Ehrengräber).

## Werke
- 1910: Landschaft bei Worpswede, Öl auf Leinwand, Privatbesitz
- 1912: Der Torsteher, Holzschnitt, aus Der Sturm, Bd. 3, Nr. 111, Los Angeles County Museum of Art
- 1914: Ohne Titel (Häuser), Holzschnitt, aus Die Aktion, Bd. 4, Nr. 23, Los Angeles County Museum of Art
- 1916: Vor der Moschee, Aquarell, Privatbesitz Abb
- 1925: Toskanische Landschaft, Öl auf Leinwand, Privatbesitz
- 1943: Ansicht bei Rom, Öl auf Leinwand, Privatbesitz
- 1979: Liebespaar II , Öl auf Leinwand, Privatbesitz Abb.
- 1979: Begegnung in Knossos, Öl auf Leinwand, Privatbesitz Abb.
- 1980: Umarmung, Öl auf Leinwand, Privatbesitz

## Filmografie (Auswahl)
- 1916: Der Fakir im Frack
- 1916: Das Geständnis der grünen Maske
- 1919: Maria
- 1919: Morphium
- 1919: Die Tempelräuber
- 1919: Der Hirt von Maria Schnee
- 1920: Das Wüstengrab
- 1920: Der Januskopf
- 1920: Uriel Acosta
- 1920: Whitechapel
- 1921: Der Gang in die Nacht
- 1921: Das Erbe van Diemen
- 1921: Der Unheimliche
- 1922: Marie Antoinette
- 1923: Die Madonna am Portal
- 1923: Wettlauf ums Glück
- 1923: Die närrische Wette des Lord Aldini
- 1923: Die Macht der Finsternis
- 1924: Tragödie im Hause Habsburg
- 1924: Ich liebe Dich
- 1925: Um Recht und Ehre
- 1925: Halbseide
- 1925: Vorderhaus und Hinterhaus
- 1926: Eine tolle Nacht
- 1926: Dürfen wir schweigen?
- 1926: Im weißen Rößl
- 1927: Kinderseelen klagen euch an
- 1927: Die Hose
- 1927: Der Kampf um den Mann
- 1927: Eins plus Eins gleich Drei
- 1927: Das Mädchen mit den fünf Nullen
- 1928: Schinderhannes
- 1928: Villa Falconieri
- 1928: Das Spreewaldmädel
- 1928: Der erste Kuß
- 1928: Der Kampf ums Matterhorn
- 1928: Die Regimentstochter
- 1929: Vererbte Triebe
- 1929: Sündig und süß
- 1929: Das verschwundene Testament
- 1929: Anschluß um Mitternacht
- 1929: Kehre zurück! Alles vergeben!
- 1929: Fräulein Lausbub
- 1929: Der Ruf des Nordens
- 1929: Die Kaviarprinzessin
- 1930: Die heiligen drei Brunnen
- 1930: Moral um Mitternacht
- 1930: Das Kabinett des Dr. Larifari
- 1930: Der Mörder Dimitri Karamasoff
- 1931: Gefahren der Liebe
- 1931: Wer nimmt die Liebe ernst?
- 1931: Der Schlemihl
- 1932: Zwei in einem Auto
- 1932: Die elf Schill’schen Offiziere
- 1932: Liebe in Uniform
- 1932: Tod über Schanghai
- 1932: Kampf um Blond
- 1933: Das häßliche Mädchen
- 1933: Höllentempo
- 1934: Mausi (Kurzfilm)
- 1934: Tante Mariechen (Kurzfilm)
- 1934: Die Sporck’schen Jäger
- 1935: Familie Schimek
- 1935: Königstiger
- 1935: Der Mann mit der Pranke
- 1936: Mädchenräuber
- 1936: Der müde Theodor
- 1936: Blinde Passagiere
- 1937: Gauner im Frack
- 1937: Mutterlied
- 1937: Kameraden auf See
- 1938: Geld fällt vom Himmel
- 1938: Kleines Bezirksgericht
- 1939: Drunter und drüber
- 1939: Parkstraße 13
- 1939: Roman eines Arztes
- 1939: Leidenschaft
- 1940: Der dunkle Punkt
- 1940: Sieben Jahre Pech
- 1940: Herzensfreud – Herzensleid
- 1940: Wetterleuchten um Barbara
- 1941: Sonntagskinder
- 1941: So ein Früchtchen
- 1943: … und die Musik spielt dazu
- 1943: Die heimlichen Bräute
- 1944: Eines Tages
- 1954: Sanatorium total verrückt
- 1958: Er ging an meiner Seite